# Enrique Aguilar Zermeno
Enrique Aguilar Zermeno (* 1. November 1969) ist ein ehemaliger mexikanischer Ringer. Er gewann bei Pan-Amerikanischen Meisterschaften mehrere Medaillen im griechisch-römischen Stil im Papiergewicht und war 1996 in Atlanta Olympiateilnehmer.

## Werdegang
Enrique Aguilar stammt aus San Luis Potosí (Stadt). Dort begann er im Alter von 12 Jahren im Jahre 1981 mit dem Ringen. Er wurde von Leonid Kolesnik trainiert und konzentrierte sich auf den griechisch-römischen Stil. Bei einer Größe von 1,57 Metern rang er im Papiergewicht, der leichtesten Gewichtsklasse, die zu seiner Zeit ihr Gewichtslimit bei 48 kg Körpergewicht hatte. 
Seinen ersten Start bei einer internationalen Meisterschaft absolvierte Enrique Aguilar bei den Central American & Caribbean Championships in Mexiko-Stadt. Er kam dort im Papiergewicht hinter Wilber Sánchez aus Kuba, Joel Manuel Medina aus Venezuela und Mynor Ramírez aus Guatemala auf den 4. Platz. 1992 belegte er bei den Pan Amerikanischen Meisterschaften hinter Wilber Sánchez und Mynor Ramírez den 3. Platz und gewann damit seine erste Medaille bei einer internationalen Meisterschaft.
1993 wurde er bei den Pan Amerikanischen Meisterschaften im Papiergewicht sogar Vizemeister. Nur Wilber Sánchez, der damals die Ringerszene in Amerika in seiner Gewichtsklasse beherrschte, platzierte sich vor ihm. Den 2. Platz belegte Enrique Aguilar auch bei den Central American & Caribbean Championships 1993 in Ponce und bei den Pan Amerikanischen Spielen 195 in Mar del Plata. In Ponce lag wiederum nur Wilber Sánchez vor ihm und in Mar del Plata siegte der US-Amerikaner Mujaahid Maynard. Maynard und Enrique Aguilar brachten dort das Kunststück fertig, sich vor dem zweimaligen Weltmeister Wilber Sánchez zu platzieren. 
1995 startete Enrique Aguilar erstmals bei einer Weltmeisterschaft. In Prag musste er aber erkennen, dass er von der absoluten Weltspitze doch noch etwas entfernt war. Er verlor dort beide Kämpfe, die er zu bestreiten hatte und landete auf dem 19. Platz. 
1996 gelang es ihm, sich in Cali für die Olympischen Spiele in Atlanta zu qualifizieren. In Atlanta erging es ihm aber wie bei der Weltmeisterschaft 1995, denn er verlor dort gegen Bayram Özdemir aus der Türkei (0:11 tech. Punkte) und gegen Hiroshi Kado, Japan (0:10 techn. Punkte), womit er ausschied und den 17. Platz belegte.
Danach beendete er seine internationale Ringerlaufbahn. Er ist heute (2010) Leiter der State Normal School in San Luis Potosí und engagiert sich stark beim Training von jugendlichen Ringern.

## Internationale Erfolge
| Jahr | Platz | Wettbewerb                                                 | Gewichtsklasse | Bemerkungen                                                                                 |
| ---- | ----- | ---------------------------------------------------------- | -------------- | ------------------------------------------------------------------------------------------- |
| 1990 | 4.    | Central American & Caribbean Championships in Mexiko-Stadt | Papier         | hinter Wilber Sánchez, Kuba, Joel Manuel Medina, Venezuela u. Mynor Ramírez, Guatemala      |
| 1992 | 3.    | Pan Amerikanische Meisterschaft                            | Papier         | hinter Wilber Sánchez u. Mynor Ramírez                                                      |
| 1993 | 2.    | Pan Amerikanische Meisterschaft                            | Papier         | hinter Wilber Sánchez, vor Antonio Ochoa, Venezuela u. Ramon Felix, Dominikanische Republik |
| 1993 | 2.    | Central Amerikanische & Caribbean Championships in Ponce   | Papier         | hinter Wilber Sánchez, vor Mynor Ramírez u. Antonio Ochoa                                   |
| 1995 | 2.    | Pan Amerikanische Spiele in Mar del Plata                  | Papier         | hinter Mujaahid Maynard, USA, vor Wilber Sánchez u. Simon Forman, Kanada                    |
| 1995 | 19.   | WM in Prag                                                 | Papier         | Sieger: Sim Kwon-ho, Südkorea vor Hiroshi Kado, Japan u. Zafar Gulijew, Russland            |
| 1996 | 2.    | Pan Amerik. Olympia-Qualifikations-Turnier in Cali         | Papier         | hinter Wilber Sánchez, vor Jose Ochoa, Venezuela                                            |
| 1996 | 17.   | OS in Atlanta                                              | Papier         | nach Niederlagen gegen Bayram Özdemir, Türkei u. Hiroshi Kado                               |

Anm.: alle Wettbewerbe im griechisch-römischen Stil, OS = Olympische Spiele, WM = Weltmeisterschaft, Papiergewicht, damals bis 48 kg Körpergewicht